# NGC 7727
في الفهرس العام الجديد NGC 7727 (وتعرف أيضا بالاسماء PGC 72060, Arp 222).
هي مجرة غريبة في كوكبة الدلو تقع على بعد 23.3 مليون فرسخ فلكي (76 مليون سنة ضوئية) من درب التبانة . أكتشفت NGC 7727 في 27 نوفمبر 1785 من قبل ويليام هيرشل.

## الميزات
تمتاز NGC 7727 بمظهرها الغريب المكون من اعمدة نجمية وتيارات غير منتظمة الشكل وهذا يفسر سبب وجودها في أطلس المجرات الغريبة لهالتون آرب بالرقم 222، وتصنف على أنها «مجرة ذات أذرع حلزونية غير متبلورة».ووفقا لكل الاحتمالات هذا النظام هو نتاج اندماج مجراتين حلزونيتين وقع قبل نحو مليار سنة. مع الأعمدة النجمية المذكورة آنفاً والتيارات التي هي عبارة بقايا أقراص المجرات التي اصطدمت لتشكل هذا الجرم. ويمكن رؤية اثنين من الأجرام أشباة النجمية في مركز NGC 7727، واحد منها على الأقل من المحتمل أن تكون النواة السابقة لاحد المجرات الحلزونية. وبالإضافة إلى ذلك، يمكن العثور في هذا النظام على 23 جرم- مرشحة لتكون عناقيد نجمية مغلقة حديثة تشكلت في الاصطدام .
NGC 7727 مشابهة جدا للمجرة NGC 7252، وهي مجرة أخرى ناتجة عن اصطدام واندماج مجراتين حلزونيتين في نفس الكوكبة. ومع ذلك فأن الغاز (خط هيدروجين والهيدروجين الجزيئي) في NGC 7727 أقل بكثير من NGC 7252. ومن المحتمل أن تصبح NGC 7727 مجرة إهليلجية في المستقبل، مع القليل جدا من الغبار البين نجمي وتشكل نجوم طفيف.

## وصلات خارجية
- SEDS
- NGC 7727 على موقع ويكي سكاي: DSS2, SDSS, GALEX, IRAS, Hydrogen α, X-Ray, Astrophoto, Sky Map, Articles and images